# 魂響〜たまゆら〜
『魂響〜たまゆら〜』（たまゆら）は、ゲームブランドあかべぇそふとつぅが制作した、18禁の恋愛ゲームである。2005年5月27日に発売された。
2006年6月29日には、イエティからPlayStation 2版『魂響〜御霊送りの詩〜』が発売された。その後、2011年12月15日にはサイバーフロントによってPlayStation Portableに移植されている。
また、2005年7月8日には本作のアナザーストーリーとなる『魂響〜陵辱side〜』も発売されている。このパッケージ版は高額で取引きされている。
2007年7月26日には逆移植版にHシーンを追加した『魂響〜円環の絆〜』が発売された。
キャッチコピーは「まるで手向けの花のように」。

## ストーリー
現代日本を舞台に、夜に徘徊する怨霊や妖怪を駆除する霊能力者の物語。主人公の秋月冬馬は霊狩人という特殊な道具を使って様々な魔法を起こすことができる霊能力者の家系に生まれた。
ある日、「鬼」という種の除霊を依頼された冬馬と、義妹の「かすみ」、実妹の「那美」の兄妹三人は、いつもの様に狩に出かける。そして鬼を見つけるも、冬馬とかすみが鬼の剣によって傷を負い、那美が家族を守るために一人で妖魔に挑む。かすみは、那美を助けるために起死回生の一撃を放つが、逆に那美の動きを止めてしまい、鬼の剣が那美の胸を貫いてしまう……。

## 登場人物
秋月冬馬（あきづき とうま）
大学生。妖怪駆除専門の名家の長男であるが、那美が殺されるまでディアボルグという槍の形状をした武器を使えなかった。那美を殺されてからは、大事な人たちを守れるように強くあろうとする。妹達に比べれば劣るものの、身体能力は一般人の比ではなく、格闘術に秀でる。
秋月かすみ（あきづき かすみ）
声：風音
リッパーといわれる身の丈に達する大刀軽々と振り回し妖怪を除霊する主人公の義妹。普段は真面目で主人公に対しても厳しく、冷たい印象を与えがちだが、キレると言動が子供っぽくなる。
秋月那美（あきづき なみ）
声：芹園みや
主人公の実妹であり、シーカーという鞭にも槍にもなる糸によって妖怪を除霊する。楽観主義的で甘えん坊な所があるため、冬馬とかすみの前では、はしゃぎ回ることも多々ある。このゲームの中で唯一のアホ毛キャラ。かなりブラコンの気がある。本が好きで学校の成績は優秀。
九重真散（ここのえ まちる）
声：星野みく
秋月家と同じ妖怪駆除の家系で、双子姉妹の妹。巨乳。おっとりしていて、天然系の少女。掃除や料理など家事全般が得意。冬馬の事が好きな事を隠しているようだが、周りの人間にはバレバレ。扱う武器は風を操る剣・イノセンス。
九重真咲（ここのえ まさき）
声：RUMI
妹の真散同様、妖怪駆除の専門家。性格は妹の真散が天然なら姉の彼女は小悪魔系。妹同様巨乳。冬馬をからかうのを趣味にしていると勘違いするくらい。モンブランが大好物。扱う武器は、水を操る剣・ギルティ。
逢坂藍（あいさか あい）
声：神月あおい
冬馬とは幼馴染で、喫茶店「アイアイ」のウェイトレス。短気で明るい性格をしており、表情がコロコロ変わる。冬馬曰く「史上最速の拳を持つ類人猿」。眼鏡っ子。口唇を媒介にして傷の治療を行える能力を持つ。意外にも、ウェイトレスとしては非常に優秀で、冬馬以外の客からの評判はめっぽう良い。
逢坂紅（あいさか こう）
声：桃井いちご
藍にとって実の兄で、見た目に騙されがちだが、れっきとした男性。常に飄々としているが、洞察力は鋭い為、一を聞いて十を知ることができる模様。さらに、彼には誰にも知られていない秘密がある。

## スタッフ
- シナリオ

鳴海、HOT☆ぢる、I
- 原画

有葉
- BGM

tiko-μ

## 主題歌・音楽
PC版オープニングテーマ『魂響』
- 作詞・作曲：上松範康、編曲：藤田淳平、歌：片霧烈火

PC版挿入歌『心ノ在リ処』
- 作詞・作曲：上松範康、編曲：菊田大介、歌：片霧烈火

PS2版オープニングテーマ『天武の舞、暁の門』
- 作詞・作曲：志倉千代丸、編曲：上野浩司、歌：KAORI